# Казе Скомпарин (Тревизо)
Казе Скомпарин је насеље у Италији у округу Тревизо, региону Венето.
Према процени из 2011. у насељу је живело 69 становника. Насеље се налази на надморској висини од 5 м.